# Commatarcha
Commatarcha is een geslacht van vlinders van de familie Carposinidae, uit de onderfamilie Millieriinae.

## Soorten
- C. acidodes Diakonoff, 1989
- C. citrogramma (Meyrick, 1938)
- C. characterias (Meyrick, 1932)
- C. chrysanches (Meyrick, 1938)
- C. oresbia Diakonoff, 1989
- C. palaeosema Meyrick, 1935
- C. quaestrix (Meyrick, 1935)
- C. vaga Diakonoff, 1989